# Novoveský park
Novoveský park je chráněný areál v katastrálním území obce Nová Ves nad Žitavou v okrese Nitra v Nitranském kraji na Slovensku. Území bylo vyhlášeno v roce 1982 a jeho rozloha je 6,59 hektaru. Předmětem ochrany je historický park v okolí dvojice zámků. V parku roste až 99 druhů dřevin.